# Setoparmena
Setoparmena is een kevergeslacht uit de familie van de boktorren (Cerambycidae). De wetenschappelijke naam van het geslacht werd voor het eerst geldig gepubliceerd in 1971 door Breuning.

## Soorten
Setoparmena is monotypisch en omvat slechts de volgende soort:
- Setoparmena mussardi Breuning, 1971